# Papa Eugênio II
Nascido em Roma, Papa Eugênio II (Roma, 780 - Roma, 27 de agosto de 827) foi o 99º Papa consagrado em 11 de maio de 824. Eleito pelo apoio dos francos, foi o bispo de Roma e governante dos Estados Pontifícios de 6 de junho de 824 até sua morte. Um nativo de Roma, ele foi escolhido pelos nobres para suceder Pascoal I como papa, apesar do clero e do povo favorecer Zinzinnus. A influência dos francos carolíngios na seleção de papas foi então firmemente estabelecido. O papa Eugênio convocou um conselho em Roma em 826 para condenar a simonia e suspender o clero não treinado. Foi decretado que escolas deveriam ser estabelecidas nas igrejas catedrais e outros lugares para dar instrução na literatura sagrada e secular. Seu envolvimento na controvérsia da iconoclastia bizantina foi em grande parte inconsequente.

## Início de carreira
Nas edições anteriores do Liber Pontificalis, Eugene é dito ter sido filho de Boemund, mas nas edições mais recentes e mais precisas, o nome de seu pai não é fornecido. Enquanto ele era o arcipreste de Santa Sabina no Aventino, e dizem que cumpriu com a maior consciência os deveres de sua posição. Eugene é descrito por seu biógrafo como simples e humilde, culto e eloquente, bonito e generoso, um amante da paz e totalmente ocupado com a ideia de fazer o que agrada a Deus.

## Acesso
Eugene foi eleito papa em 6 de junho 824, após a morte de Pascoal I. Pascoal tentou conter o poder cada vez maior da nobreza romana, que se voltou para apoiar os francos para fortalecer suas posições contra ele. Quando Pascoal morreu, esses nobres fizeram grandes esforços para substituí-lo por um candidato próprio. O clero apresentou Zinzinnus, um candidato provável para continuar a política pascal. Mesmo que o Concílio Romano de 769 sob Estêvão IV havia decretado que os nobres não tinham direito a uma participação real nas eleições papais, os nobres tiveram sucesso em assegurar a consagração de Eugênio. A candidatura de Eugênio foi endossada pelo Abade Walla, que estava então em Roma e serviu como conselheiro do atual imperador, Luís, o Piedoso, e de seu antecessor, Carlos Magno.
A eleição de Eugênio II foi um triunfo para os francos, que posteriormente resolveram melhorar sua posição. Consequentemente, o imperador Luís, o Piedoso, enviou seu filho Lotário I a Roma para fortalecer a influência franca. Os nobres romanos que haviam sido banidos durante o reinado anterior e fugiram para a França foram chamados de volta e suas propriedades foram devolvidas a eles. A Constitutio Romana foi então acordado entre o papa e o imperador em 824, o que avançou as pretensões imperiais na cidade de Roma, mas também controlou o poder dos nobres. Essa constituição incluía o estatuto de que nenhum papa deveria ser consagrado até que sua eleição tivesse a aprovação do imperador franco. Decretou que aqueles que estivessem sob a proteção especial do papa ou do imperador seriam invioláveis e que as propriedades da igreja não seriam pilhadas após a morte de um papa.

## Pontificado
Aparentemente antes de Lotário deixar Roma, chegaram embaixadores do imperador Luís e dos gregos a respeito da controvérsia da iconoclastia bizantina. No início, o iconoclasta imperador romano oriental Miguel II mostrou-se tolerante com os adoradores de ícones e seu grande campeão, Teodoro, o Estudita, escreveu-lhe para exortá-lo "a nos unir [a Igreja de Constantinopla] ao chefe das Igrejas de Deus, Roma, e através dela com os três patriarcas" e a referir quaisquer pontos duvidosos à decisão da Velha Roma, de acordo com o costume antigo. Mas Miguel logo esqueceu sua tolerância, perseguiu amargamente os adoradores de ícones e se esforçou para garantir a cooperação de Luís, o Piedoso. Ele também enviou emissários ao papa para consultá-lo sobre certos pontos relacionados com a adoração de ícones. Antes de tomar qualquer medida para atender aos desejos de Miguel, Louis pediu permissão ao papa para que vários de seus bispos se reunissem e fizessem uma seleção de passagens dos Padres para elucidar a questão que os gregos haviam colocado diante deles. A licença foi concedida, mas os bispos que se encontraram em Paris em 825 eram incompetentes para a tarefa. Sua coleção de extratos dos Padres era uma massa de tradição confusa e mal digerida, e tanto suas conclusões quanto as cartas que desejavam que o papa enviasse aos gregos se baseavam em um completo mal-entendido dos decretos do Segundo Concílio de Nicéia. Seus trabalhos não parecem ter realizado muito; nada se sabe sobre o resultado de suas pesquisas.
Em 826, Eugênio realizou um importante conselho em Roma de 62 bispos, no qual 38 decretos disciplinares foram emitidos. O conselho aprovou várias leis para a restauração da disciplina da igreja e tomou medidas para a fundação de escolas ou capítulos. Os decretos são dignos de nota por mostrar que Eugene tinha em mente o avanço do aprendizado. Não apenas os bispos e padres ignorantes deveriam ser suspensos até que tivessem adquirido conhecimento suficiente para cumprir seus deveres sagrados, mas foi decretado que, como em algumas localidades não havia mestres nem zelo pelo aprendizado, os mestres deveriam ser incluídos aos palácios episcopais, igrejas catedrais e outros lugares para dar instruções na literatura sagrada e educada. Também decidiu contra os padres que usem roupas seculares ou se envolvam em ocupações seculares. Simonia foi proibida. Eugene também adotou várias disposições para o cuidado dos pobres, viúvas e órfãos, e por isso recebeu o nome de "pai do povo".
Para ajudar no trabalho de conversão do Norte, Eugênio escreveu recomendando Santo Ansgar, o Apóstolo dos Escandinavos, e seus companheiros "a todos os filhos da Igreja Católica".

## Morte e legado
Eugênio II faleceu em 27 de agosto de 827. Supõe-se que foi sepultado na Basílica de São Pedro de acordo com o costume da época, embora não haja nenhum registro documental que o confirme. Ainda existem moedas desse papa com seu nome. Como papa, Eugênio embelezou sua antiga igreja de Santa Sabina com mosaicos e peças de metal com seu nome, que ainda estavam intactas no século XVI. Seu culto como santo foi confirmado pelo Papa Pio IX.